# Terzaga
Terzaga és un municipi de la província de Guadalajara, a la comunitat autònoma de Castella-La Manxa. Ubicad al sud de la comarca del Señorío de Molina, dins de la Sexma de la Sierra a una altitud de 1.179 metres. Pertany al Parc Natural de l'Alto Tajo i al Geoparc de la Comarca Molina-Alto Tajo. Té una superfície de 33,81 km² amb una població de 23 habitants (INE 2019). Dins del seu terme es troba el caseriu deshabitat de Terzaguilla. De Guadalajara capital, hi ha una distància de 159 km. És una de les localitats per les quals passa la ruta de les Tres Taifas del Camí del Cid.

## Clima
El clima és mediterrani continental amb hivens molt freds i estius calorosos. La temperatura mitjana anual és de 9,8 °C. La precipitació anual és de 519 mm. Plou de forma moderada al llarg de tot l'any. D'octubre a maig pot nevar.

## Demografia i economia
La zona de l'Alto Tajo es caracteritza per una baixa densitat de població (0,8 hab/km²). En aquest sentit, Terzaga, com tota la comarca, s'emmarca dins el mapa de la despoblació donat a conèixer per la Serranía Celtibérica i és un clar exemple de la denominada Espanya buida. La seva principal activitat econòmica és l'agricultura (conreu de cereal) i la ramaderia (ovina i caprina). També generen ingressos activitats vinculades a la caça, la restauració, la construcció i el turisme.
| 27            | 26 | 22 | 19 | 23 | 23 |
| (Fuente: INE) |    |    |    |    |    |

## Patrimoni
Església Parroquial
L'arquitecte José Martín de Aldehuela, el "Borromini espanyol", la va construir entre 1772 i 1778. El temple és un dels pocs exemples de Rococó espanyol. La va encarregar i pagar el aleshores arquebisbe de València, Francisco Fabián i Fuero, natural de Terzaga. Té una torre campanar coronada amb un capitell de principis de segle xx, molt similar al Giraldo de Molina de Aragón. La portada procedeix d'una església anterior al segle xvii. Compta amb una sola nau de esveltes i simètriques proporcions i sobre el creuer, una llanterna octogonal de maó. Sorprèn la bellesa de la seva decoració interior amb motius ornamentals en escaiola, múltiples efectes lumínics a partir dels òculs, les llunetes i finestrals diversos, fornícules, cornises, línies corbes i abovedaments. Són interessants els retaules que conserva. El principal amb una talla de l'Assumpció. A l'estiu de 1996, gràcies a la col·laboració de tot el poble, es va reacondicionar l'interior del temple. El 2010 es va restaurar la teulada, la façana i l'atri exterior.
Cases molineses
Hi ha força exemples d'arquitectura popular i en destaquen també nombroses reixes i ferros a les finestres. A la Rambla (cap als afores del poble), hi ha una gran casona molinesa de segle XVII amb bon nombre de portalades, reixes, escuts, etc. Al carrer Real està l'anomenada "casa del cura" amb una portada d'arc de mig punt de segle xviii amb escut a la clau.
Salines
Encara es conserven les restes d'una explotació de sal, molt important en l'època medieval. Entre el segle xii i el XV aquestes salines van passar per les mans de diferents nobles del Señorío de Molina. Situades al costat de riu Bullones, en el seu enclavament neixen aigües freàtiques salinosas. La sal s'obtenia en escampar aquesta aigua per les eres mitjançant canalitzacions, que després s'evaporava per l'acció del sol, deixant el clorur de sodi sobre la superfície, a punt per ser escombrat. Es van explotar fins a mitjans de segle xx.
Ermites
A Terzaga hi ha dues ermites: la de la Virgen de la Cabeza, de començaments del segle xix a la qual se celebra cada primer diumenge de juny una romeria, i la de la Verge de l'Amor, documentada ja al segle xiii, de gran valor històric, tot i que només restin les seves ruïnes.
Patrimoni natural
Donada la seva ubicació dins del Parc Natural de l'Alto Tajo, als peus dels Montes de Picaza, Terzaga destaca també per la seva riquesa paisajística i patrimoni natural. L'orografia i vegetació del terme municipal origina una gran quantitat de barrancs, fonts, boscos, camins i paratges molt adients per a la pràctica del senderisme. A més, prop del poble es pot accedir al riu Cabrillas.